# آرتاکوانا
آرتاکوانا (به یونانی: Ἀρτακόανα)، یکی از شهرهای باستانی حوزهٔ هریرود و مرکز و شهر عمدهٔ ولایت هریوا در ایران باستان پیش از حملهٔ اسکندر مقدونی به ایران بوده است.
مورخان قدیم یونانی از آن به نام‌های مختلف یاد کرده‌اند. آریان در کتابش آناباسیس آن را آرتاکوانا (Artacoana) نامیده و کورتیوس آن را آرتاکانا (Artacana) خوانده. بطلمیوس این شهر باستانی را با کمی تحریف بنام آرتیکوادنا (به یونانی: Ἀρτικαύδνα، Articaudna) یاد کرده. دیودوروس هم نامش را خورتاکوانا (Chortacana) گفته و پلینی و استرابون هر دو آن را آرتاکائنا (Artacaena) نامیده‌اند. به‌نظر می‌رسد نوشتهٔ استرابون صحیح‌تر باشد و مرکز ساتراپی هریوا را «اَرته‌کانا» می‌نامیده‌اند که بزبان امروزی «اردکان» گفته می‌شود.
بطلمیوس در کتاب جغرافیایش نام چند شهر دیگر هریوا را نیز برده که این نمایانگر حاصلخیزی و آبادانی در هریوا بوده است. شهرهای دیگر هریوا، بگفتهٔ بطلمیوس و آریان عبارت بودند از*:
| - دیستا Dista - ناباریس Nabaris - تائووا Taua - آئوگارا Augara - بیتاکسا Bitaxa - سرماگانا Sarmagana - سوسیا Susia | - سیفاره Sipharê - راگائورا Rhagaura - زموخانا Zamuchana - امبروداکس Ambrodax - بوگادیا Bogadia - ورپنا Varpna | - گودانا Godana - فوراگا Phoraga - ختریساخه Chatrisachê - خائوورینا Chauvrina - اورتیانا Orthiana - تائوپانا Taupana | - استاندا Astanda - آرتیکوادنا Articaudna - اسکندریهٔ آریا Alexandria in Aria - بابرسانا Babarsana - کپوتانا Caputana | - آریا Aria civitas - باسیکا Basica - سوتیرا Sotira - اُربیتانه Orbetanê - نی‌سی‌بیس Nisibis - پاراکاناکه Paracanacê | - گاریگا Gariga - درکاما Darcama - کوتاکه Cotacê - تریبازینا Tribasina - اَستاسانا Astasana - زیمیرا Zimyra |

ریشهٔ این نام هنوز نامعلوم است و اینکه آرتاکوانا همان شهر هرات امروزی باشد نیز مورد ابهام است. اگرچه موقعیت استراتژیک هرات نمایانگر باستانی بودن آن است و این گمان می‌رود که هر دو نام یک شهر باشند. بطلمیوس موقعیت این شهر را در شمال غرب «اسکندریه آریا» قرار داده است. ازین معلوم می‌شود که موقعیت این شهر از مجاورت شهر اسکندریه آریا که بدست اسکندر آباد شده بود، چندان دوری نداشت. هوراس هیمن ویلسون (۱۸۶۰–۱۷۸۶) خاورشناس انگلیسی، برین عقیده است که شهرهای ارتاکوانا، اسکندریه و آریا هر سه در هرات امروزی جمع شده‌اند. گفتنی است در اوایل سدهٔ نوزدهم یک منشور از دوران هخامنشیان در نزدیکی هرات پیدا شده است.

## تصرف آرتاکوانا بدست اسکندر
به گفتهٔ تاریخ‌دانان یونانی، اسکندر مقدونی در ۳۳۰ قبل از میلاد، آرتاکوانا، مرکز ساتراپی هریوه را گشود. ساتراپ (والی) هریوه در آن زمان ساتی برزن نام داشت. اگر چه باشندگان هریوا بسختی مقاومت کردند اما سپاهیان اسکندر موفق به فتح شهر شده و آن را ویران و بیش از نیمی از باشندگان آن را بقتل رسانیدند. اسکندر پس از تصرف شهر، در آنجا دژی برای نظامیان خود ساخت که بقایای آن هنوز باقی است. هدف از ساختن این دژ، حفظ نظامیان از شورش احتمالی مردم شهر بود. اسکندر سپس در نزدیکی ارتاکوانا شهری آباد کرد و نامش را «اسکندریه آریانا» (به یونانی: Αλεξάνδρεια, η Αρειανή الکساندرئیا آرئیانه) یا به‌طور ساده‌تر «اسکندریه آریا» نهاد.